# 古巴穴鼠屬
古巴穴鼠屬（學名Boromys），哺乳綱嚙齒目棘鼠科的一屬，属下物种都已滅絕。

## 种
古巴穴鼠屬下共有2种物种。
- †奧連特穴鼠
- †馬坦薩斯穴鼠